# Jazz on a Summer's Day
Jazz on a Summer's Day és una pel·lícula concert de 1959 ambientada al Festival de Jazz de Newport que va tenir lloc del 3 al 6 de juliol de 1958. La pel·lícula va ser dirigida pel fotògraf comercial i de moda Bert Stern i Aram Avakian, que també van muntar-la. El productor de jazz de Columbia Records, George Avakian, va ser el director musical de la pel·lícula. S'ha subtitulat al català.
La pel·lícula barreja imatges de l'aigua i la ciutat amb els intèrprets i el públic del festival. També inclou escenes de les curses de iots de la Copa Amèrica de vela de 1958. La pel·lícula és en gran part sense diàlegs ni narració (excepte els anuncis periòdics del mestre de cerimònies Willis Conover).
La pel·lícula compta amb les actuacions de Jimmy Giuffre; Thelonious Monjo; Sonny Stitt; Anita O'Day; Dinah Washington; Gerry Mulligan; Chuck Berry; Chico Hamilton, amb Eric Dolphy; i Louis Armstrong, amb Jack Teagarden. També hi apareixen Buck Clayton, Jo Jones, Armando Peraza i Eli's Chosen Six, el conjunt d'estudiants del Yale College que incloïa el trombonista Roswell Rudd, que apareix conduint per Newport en un cotxe de ferralla descapotable interpretant el Dixieland.
Tal com estava programat amb antelació i anunciat al programa, l'últim intèrpret el dissabte a la nit va ser Mahalia Jackson, que va cantar durant una hora a partir mitjanit, inaugurant així el diumenge al matí. La pel·lícula va concloure amb la seva interpretació del parenostre.
El 1999, la Biblioteca del Congrés dels Estats Units va seleccionar el film per conservar-lo al National Film Registry per ser "important culturalment, històrica o estètica". La pel·lícula va rebre una puntuació del 100% a Rotten Tomatoes.
La pel·lícula es va estrenar al Festival de Cinema de Venècia de 1959.